# 苟宗道
苟宗道，字正甫，保定人，元朝官员。
苟宗道在元世祖中统元年（1260年），担任都事，跟随郝经出使南宋，被留在真州（今江苏省仪征市）十余年，郝经教给他经学。至元十二年（1275年）跟随郝经北归，担任监察御史。至元二十六年，升任为江南行台治书侍御史，官至国子祭酒，去世。他留有诗作传世。